# Liv Boeree
Olivia Fleur „Liv“ Boeree (* 18. Juli 1984 in Maidstone, Kent) ist eine britische Pokerspielerin, Fernsehmoderatorin und Model.
Boeree ist eine der populärsten Pokerspielerinnen weltweit. Sie hat sich mit Poker bei Live-Turnieren knapp vier Millionen US-Dollar erspielt und steht damit als erfolgreichste Europäerin auf dem siebten Platz der erfolgreichsten Frauen nach Turnierpreisgeldern. Die Britin gewann 2010 das Main Event der European Poker Tour und 2017 ein Bracelet bei der World Series of Poker.

## Persönliches
Boeree studierte Astrophysik an der University of Manchester und zog später nach London, um Pokershows im Fernsehen zu präsentieren. 2010 zierte sie in der Frühjahrausgabe das Cover der Maxim. Boeree war mit dem Pokerspieler Kevin MacPhee liiert und führt seit März 2014 eine Beziehung mit dem russischen Pokerprofi Igor Kurganow. Gemeinsam mit ihm und dem deutschen Pokerspieler Philipp Gruissem gründete sie Anfang Juli 2014 das an den Prinzipien des Effektiven Altruismus orientierte Charity-Projekt Raising for Effective Giving. Das Projekt ist vor allem in der Pokercommunity aktiv und sammelt Spenden für hocheffektive Spendenorganisationen.

## Pokerkarriere
Ihre erste Geldplatzierung bei einem Live-Turnier erzielte Boeree im Februar 2007 in London. Im Juni 2008 war sie erstmals bei der World Series of Poker (WSOP) im Rio All-Suite Hotel and Casino am Las Vegas Strip erfolgreich und kam bei Turnieren in den Varianten Pot Limit Hold’em und Limit/No Limit Hold’em ins Geld. Mitte April 2010 gewann sie als dritte Frau das Main Event der European Poker Tour (EPT). Dafür setzte sie sich in Sanremo gegen 1239 andere Spieler durch und sicherte sich eine Siegprämie von 1,25 Millionen Euro. Bei einem Side-Event der EPT in London wurde die Britin Anfang Oktober 2010 Zweite und erhielt über 50.000 Britische Pfund. Mitte Januar 2014 belegte sie beim Main Event der UK & Ireland Poker Tour in Edinburgh den mit knapp 60.000 Pfund dotierten zweiten Platz. Ende August 2015 erreichte Boeree beim High-Roller-Event der EPT in Barcelona den Finaltisch und beendete das Turnier auf dem dritten Platz für ein Preisgeld von knapp 400.000 Euro. Bei der WSOP 2016 belegte sie im Main Event von 6737 Teilnehmern den 528. Platz und erhielt mehr als 20.000 US-Dollar Preisgeld. Im Juni 2017 gewann Boeree gemeinsam mit ihrem Partner Igor Kurganow die Tag Team Championship der WSOP und damit ihr erstes Bracelet sowie ein gemeinsames Preisgeld von rund 270.000 US-Dollar. Die Hälfte dieser Siegprämie spendete das Paar an Raising for Effective Giving. Ende August 2017 gewann Boeree ein Events des Fernsehformats Poker After Dark mit einer Siegprämie von 150.000 US-Dollar. Seitdem blieben größere Turniererfolge aus.
Boeree war bis August 2010 im Team von Absolute/Ultimate Bet Poker. Von September 2010 bis November 2019 gehörte sie unter dem Nickname Liv Boeree dem Team PokerStars an. In den Jahren 2010, 2014 und 2015 erhielt die Britin jeweils die Auszeichnung als beste weibliche europäische Pokerspielerin bei den European Poker Awards, basierend auf den von ihr in diesen Jahren erreichten Punktzahlen des Global Poker Index. Von April bis November 2016 spielte sie als Teammanagerin der London Royals in der Global Poker League und kam mit ihrem Team bis in die Playoffs. In der Hendon Mob Poker Database, die weltweite Turnierergebnisse aller Pokerspieler erfasst, wurden mit Samantha Abernathy und Vanessa Selbst nur zwei weibliche Spielerinnen häufiger abgerufen.